# Alphons Czibulka
Alphons Czibulka, Alfons Czibulka nebo Czibulka Alfonz (14. května 1842 Spišské Podhradie – 27. října 1894 Vídeň) byl rakousko-uherský vojenský kapelník, hudební skladatel, klavírista a dirigent.

## Život
Czibulka se narodil ve Spišském Podhradí a poprvé se dostal do popředí ve věku 15 let, kdy uskutečnil turné klavírních recitálů a koncertů po jižním Rusku. Později se stal hudebním ředitelem francouzské opery v Oděse, pak Národního divadla v Innsbrucku a v roce 1865 byl druhým dirigentem pod Franzem von Suppe ve vídeňském divadle Carltheater.
V letech 1866 až 1869 působil jako vojenský kapelník rakousko-uherského 17. pěšího pluku v Bolzanu. V letech 1869 až 1870 zastával stejnou pozici u 23. pluku v Petrovaradinu a poté až do roku 1871 u pěšího pluku č. 20 v Krakově.
Další úspěšná kariéra vojenského dirigenta a skladatele vedla v letech 1872 až 1880 k pozici kapelníka pěšího pluku č. 25 v Praze. V roce 1880 byl vyslán s rakousko-uherským vojenským orchestrem na mezinárodní výstavu v Bruselu. Zde získal první cenu v mezinárodní soutěži kapel.
Když se korunní princ Rudolf zasnoubil, Czibulka věnoval belgické princezně Štěpánce gavottu Stephanie Gavotte, která se stala jedním z nejoblíbenějších hudebních děl salónu 19. století.
V letech 1880 až 1883 byl Czibulka vojenským kapelníkem pěšího pluku č. 44 v Terstu. Jeho opera Letnice měla premiéru ve Vídni v roce 1884 a její úspěch ji pak dostal do Florencie a do celé Evropy.
Jako vojenský kapelník u pěšího pluku č. 31 ve Vídni Czibulka v letech 1883–1887 pořádal spolu s dalšími hudebníky vysoce ceněné skladatelské noci. Po odchodu do civilu se v roce 1889 stal hudebním ředitelem Koncertního domu Flora v Hamburku. V letech 1891 až 1894 znovu působil jako vojenský kapelník u 19. pluku ve Vídni.
Czibulka dirigoval mnoho obřích koncertů Monsterkonzerte v Rotundě, která byla postavena pro světovou výstavu ve Vídni v roce 1873. Zemřel ve Vídni a je pohřben na Ústředním hřbitově. V roce 1938 byla po něm ve vídeňském Simmeringu (11. obvod) pojmenována ulice Czibulkagasse.

## Dílo
Czibulka napsal přes 300 opusů, zejména taneční hudbu a pochody ve vídeňském stylu. Z jeho jevištních děl byly nejúspěšnější operety Letnice ve Florencii (1884) a Der Glücksritter (1887). Mezi další operety patří Der Jadjunker, Gil Blas a Der Bajazzo. Značné množství jeho hudby uchovává hudební sbírka Vídeňské městské knihovny.
V anglicky mluvícím světě je Czibulka dnes nejznámější v souvislosti se slavnou skladbou „Srdce a květiny“ (anglicky „Hearts and Flowers“), která vznikla na základě úvodní části jeho díla Wintermärchen Waltzes Op. 366 (1891). Brzy zapomenutá píseň byla znovu vydána jako samostatný instrumentální kus pod týmž názvem. „Srdce a květiny“ je sentimentální kousek, který se často používá k označení předstírané tragédie v hraných i kreslených filmech.